# Per Enflo
Per H. Enflo (Estocolmo, 20 de maio de 1944) é um matemático que resolveu fundamentais problemas em análise funcional. Três desses problemas tinham sido problema aberto por mais de quarenta anos.
Na resolução destes problemas, Enflo desenvolveu novas técnicas que foram depois utilizadas por outros pesquisadores em análise funcional e teoria de operadores há anos. Algumas das pesquisas de Enflo tem sido importante também em outros campos de matemática, como a teoria dos números, e ciência da computação, principalmente álgebra computacional e algoritmo de aproximação.
Enflo trabalha no Kent State University, onde detém o título de Professor Universitário. Enflo já declarou posições na Universidade da Califórnia, Berkeley, Universidade de Stanford, École Polytechnique (Paris) e o Royal Institute of Technology, Estocolmo.

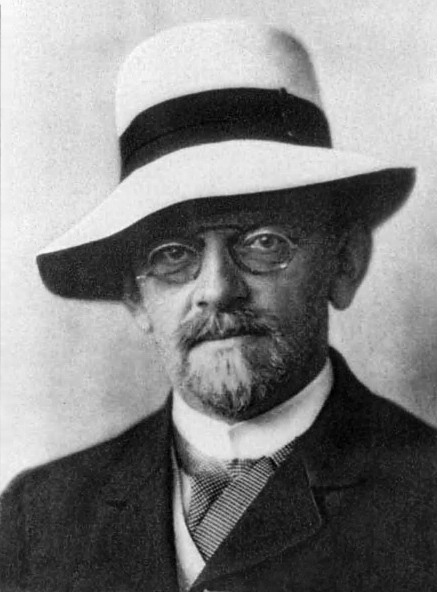
Enflo escreveu sua tese de doutorado sobre o Quinto Problema de David Hilbert.

Enflo é também um pianista.

### Bases de dados
- Per Enflo (em inglês) no Mathematics Genealogy Project
- Google Scholar. «Per Enflo». Consultado em 15 de maio de 2010
- Mathematical Reviews. «Per Enflo». Consultado em 14 de maio de 2010